# Fournier RF-4
Fournier RF-4 je enosedežno motorno jadralno letalo, ki ga je zasnoval René Fournier leta 1966. RF-4 ja akrobatska verzija letala Fournier RF-3.
Grajen je večinoma iz lesa. Ima eno glavno kolo, ki se uvlači v trup in eno repno kolo, ki je vodljivo. 

## Specifikacije (RF-4D)
Podatki iz In the Air:Number 230:Fournier RF-4D and Plane and Pilot
Splošne značilnosti
- Posadka: 1
- Dolžina: 6,05 m (19 ft 10 in)
- Razpon kril: 11,28 m (37 ft 0 in)
- Višina: 1,57 m (5 ft 2 in)
- Površina kril: 11,3 m2 (122 sq ft)
- Vitkost: 11,2
- Teža praznega letala: 270 kg (595 lb)
- Bruto teža: 390 kg (860 lb)
- Kapaciteta goriva: 38 litrov
- Pogon letala: 1 × Rectimo 4 AR 1200 4- valjni zračno hlajeni protibatni motor, 29 kW (39 hp)
- Propelerji: št. lopatic: 2 Hoffmann, 1,50 m (4 ft 11 in) premer

Zmogljivost
- Maks. hitrost: 196 km/h; 106 kn (122 mph)
- Potovalna hitrost: 177 km/h; 96 kn (110 mph)
- Hitrost pri porušitvi vzgona: 74 km/h; 40 kn (46 mph)
- Neprekoračljiva hitrost: 249 km/h; 135 kn (155 mph)
- Doseg: 644 km; 348 nmi (400 mi)
- Trajanje leta: 4
- Višina leta: 5.791 m (19.000 ft)
- g-omejitev: 11
- Jadralno število: 20:1
- Hitrost vzpenjanja: 3,5 m/s (690 ft/min)